# Conny Schmalfuß
Conny Schmalfuß (* 29. Oktober 1975 in Schwedt) ist eine ehemalige deutsche Wasserspringerin. Sie startete im Kunstspringen vom 1-m- und 3-m-Brett und im 3-m-Synchronspringen. Zu Beginn ihrer Laufbahn sprang sie auch vom 10-m-Turm, konzentrierte sich jedoch später auf die Konkurrenzen vom Brett. Sie gewann mehrere Medaillen bei Welt- und Europameisterschaften und nahm an zwei Olympischen Spielen teil.
Ihren ersten großen Erfolg feierte Schmalfuß bereits im Alter von 15 Jahren bei den Europameisterschaften 1991 in Athen, bei der sie Bronze vom 1-m-Brett gewann. 1995 in Wien folgte eine Silbermedaille vom 10-m-Turm. Es war die einzige Medaille, die sie in ihrer Karriere in einem Turm-Wettbewerb gewinnen konnte. Bei den Europameisterschaften 1997 in Sevilla errang sie ihren ersten internationalen Titel. Sie gewann zusammen mit Claudia Bockner Gold im 3-m-Synchronspringen. 1999 in Istanbul konnte sie im gleichen Wettbewerb Silber gewinnen, diesmal an der Seite von Simona Koch. Mit Dörte Lindner wiederholte sie 2000 in Helsinki die Silbermedaille im 3-m-Synchronspringen. Bei den Heimeuropameisterschaften 2002 in Berlin konnte sie dann mit Synchronpartnerin Ditte Kotzian wieder Gold gewinnen. Außerdem gewann sie Bronze vom 3-m-Brett. Das Duo Schmalfuß und Kotzian holte 2004 in Madrid Silber. Es war Schmalfuß´ fünfte 3-m-Synchronmedaille mit vier verschiedenen Partnerinnen bei Europameisterschaften in Folge. Keine andere Wasserspringerin schaffte vergleichbares.
2001 gelang Schmalfuß auch der Gewinn der ersten Medaille bei Weltmeisterschaften. In Fukuoka errang sie mit Kotzian Bronze im 3-m-Synchronspringen. Das Duo ließ 2005 in Montreal eine Silbermedaille folgen. 2003 in Barcelona erreichte Schmalfuß mit Silber vom 1-m-Brett zudem ihre einzige Einzelmedaille bei Weltmeisterschaften.
Sie nahm 2000 in Sydney erstmals an Olympischen Spielen teil. Vom 3-m-Brett schied sie im Vorkampf aus, im 3-m-Synchronspringen wurde sie mit Lindner Siebte. 2004 in Athen sprang sie mit Kotzian im Synchronwettbewerb auf Rang sechs.
Schmalfuß startete für den Berliner TSC. Sie wurde neunmal Deutsche Meisterin. 1990 wurde sie zudem Junioren-Europameisterin.
Sie beendete 2006 ihre aktive Karriere und begann ein Jurastudium an der Humboldt-Universität.